# Antonió Victorino D´Almeida
Antonió Victorino D´Almeida (født 21. maj 1940 i Lissabon, Portugal) er en portugisisk komponist, pianist og dirigent.
D´Almeida studerede klaver på Det Nationale Musikkonservatorium i Lissabon, og blev uddannet som koncertpianist.
Han tog herefter til Wien, hvor han studerede komposition på Vienna Academy of Music hos bl.a. Karl Schiske.
D´Almeida opnåede en betydelig karriere som koncertpianist, og er en alsidig komponist i alle genrer.
Han har skrevet 4 symfonier, orkesterværker, kammermusik, filmmusik, teatermusik, klaverstykker, korværker etc.

## Udvalgte værker
- Symfoni nr. 1 (1999) "Benifica" - for orkester
- Symfoni nr. 2 (2004) - for orkester
- Symfoni nr. 3 (2007) - for orkester
- Symfoni nr. 4 (2009) - for orkester